# Balthasar Gottlieb Münch
Balthasar Gottlieb Christian Münch (* 20. September 1794 in Hammerstein (am Rhein); † nach 1857) war ein deutscher Hofbeständer und Mitglied der Landstände des Herzogtums Nassau.

## Leben
Balthasar Gottlieb Münch war ein Sohn des Johann Balthasar Münch (1770–1859) und der Elisabeth Bender (1772–1836). Sein Großvater Johann Christian Münch war Hofbeständer zu Hammerstein und später auf dem Schnepfenhäuser Hof bei Hadamar.
Er übernahm als Hofbeständer den Treisfurter Hof, einen der kurtrierischen Vogteihöfe.
Damit war er Grundbesitzer und musste den Zehnt an die Pfarrei Villmar entrichten.
In dieser Eigenschaft war er in den Jahren von 1852 bis 1857 für den Wahlkreis XI (Runkel) Mitglied der Zweiten der Kammer der Landstände des Herzogtums Nassau.
Am 6. Juni 1820 heiratete er in Villmar Maria Margarethe Pfeifer (* 1797), mit der er den Sohn Balthasar (1821–1885, Abgeordneter), hatte. Sein Bruder August (1815–1874) war ebenfalls Hofbeständer und Mitglied des Nassauer Landtages.